# Rovers Records
Pour les articles homonymes, voir Rover.
Rovers Records est un label discographique togolais basé à Agoè, Lomé.

## Histoire

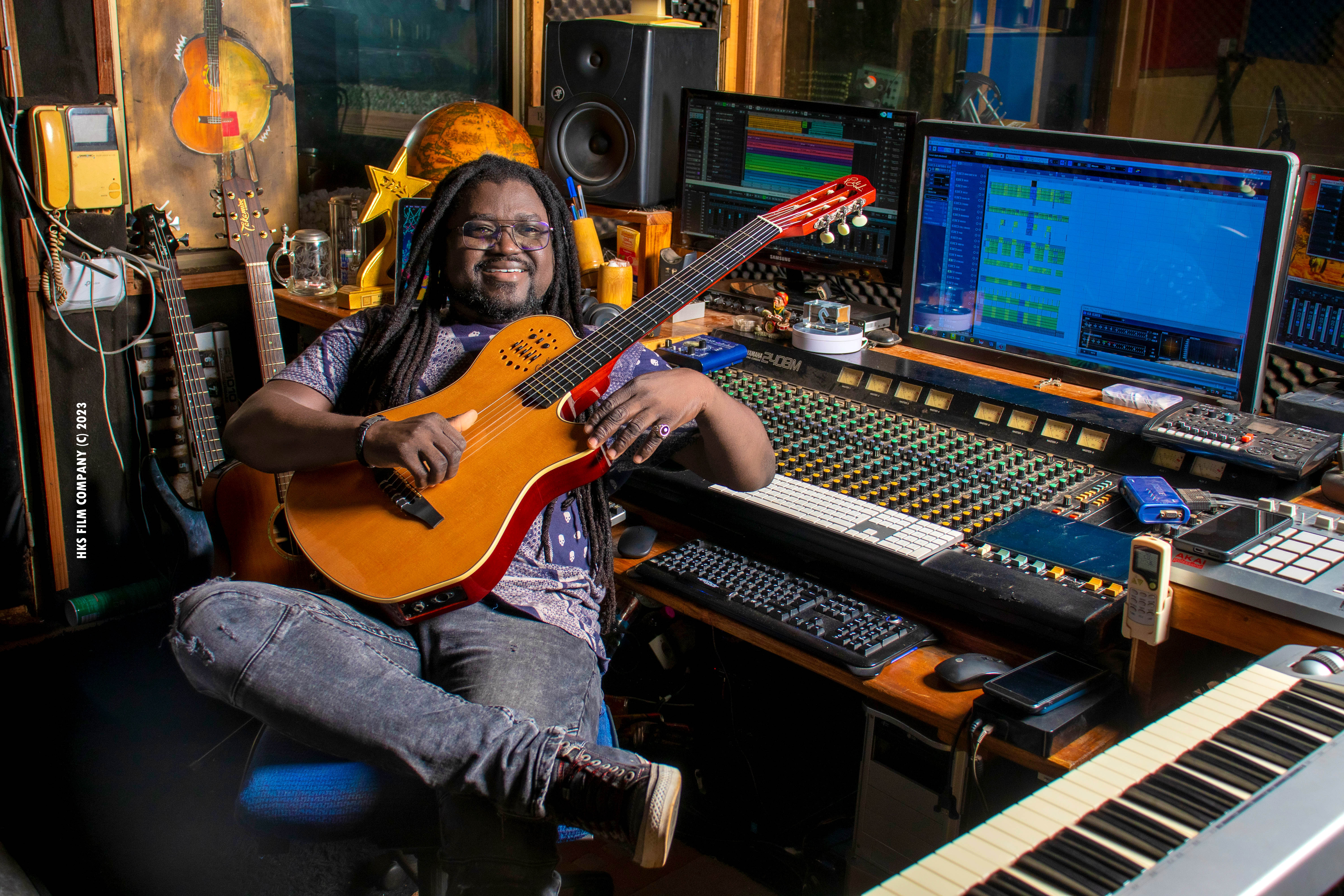
Joel Azeto au studio Rovers Records.

Rovers Records est fondé par l'instrumentiste Joel Azeto. il s'est fait connaitre pour avoir produit musicalement le 3e album Reconnaissance des Voix des Anges et celui des artistes comme King Mensah, Adjoa Sika, Bibish Mola et autres.

## Artistes
Les quelques chanteurs du label Rovers Records incluent notamment, : Richard Flash, Pépé Oléka, King Mensah, Afia Mala, Jimi Hope, Charl'ozzo, Omar B, Finiki, Les Frères Situgan, Eric Mc, Togbe Agbodjan Jad Fozis, et Griot Maleki.

## Collaborations
Listes des chansons produits au label Rovers Records :
- 2013 : Paix intérieure (album d'Adjoa Sika)[6]
- 2019 : Identité[8],[9] et Réconciliation (album d'Afia Mala)[10],[11].
- 2021 : Reviens à moi[8] (single de Pasco)[12]
- 2022 : Reconnaissance (3e album des Voix des Anges)[3]

## Distinctions et récompenses
- 2022 : Meilleure production musicale par Slam Awards International[1],[13],[14].